# Jacques Seligmann
Pour les articles homonymes, voir Seligmann.
Jacob dit Jacques Seligmann, né le 18 septembre 1858 à Francfort-sur-le-Main et mort le 31 octobre 1923 à Paris 7e, est un antiquaire français. 

## Biographie
Né en Allemagne dans une famille juive, il émigre en France en 1874. Formé par l'expert Charles Manheim père, il entre chez Me Pillet avant de devenir assistant de Me Paul Chevallier, un des grands commissaires-priseurs de l'époque.
Il ouvre son propre magasin rue Du Sommerard, puis rue des Mathurins à Paris, vers 1880. Il participe à la vente de la collection des ducs de Hamilton, en Écosse, en 1882. En 1900, assisté par ses deux frères Arnold et Simon, il s'installe dans une grande galerie au 23, place Vendôme, puis il acquiert en 1909 l'hôtel de Sagan (ex-hôtel de Monaco), rue Saint-Dominique. 
Il ouvre également en 1904 une galerie à New York, Jacques Seligmann & Company, spécialisée en art moderne et contemporain. Une succursale, spécialisée en art moderne, a été tenue par César M. de Hauke, sous le nom De Hauke & Co. puis Jacques Seligmann & Co. Modern Paintings. La maison Jacques Seligmann & Co. a fermé en 1978, à la mort de son fils Germain. 
Servi par des circonstances favorables, Seligmann acheta des meubles et objets d'art de première importance, comme en 1914 son achat en bloc - sans l'avoir vu dit-on - pour 270 000 livres (sur estimation de 350 000) à lady Sackille-West du contenu de l'appartement-musée du 2, rue Lafitte à Paris, reliquat de la célèbre collection Hertford-Richard Wallace, restée à Paris depuis 1872.
Une partie de sa collection personnelle fut vendue aux enchères en 1925.
[réf. nécessaire]